# Тамуэрт (район)
Тамуэрт (англ. Tamworth) — неметрополитенский район (англ. non-metropolitan district) со статусом боро в церемониальном графстве Стаффордшир в Англии. Административный центр — город Тамуэрт.

## География
Район расположен в юго-восточной части графства Стаффордшир, граничит с графством Уорикшир.